# 1, 2, 3... Próba mikrofonu
1, 2, 3... Próba mikrofonu – album Reni Pączkowskiej, wydany w 2005. Muzyka weselno-discopolowa 1, 2, 3... Próba Mikrofonu.

## Spis utworów[1]
1. "Hop hop hop"
2. "Kochaj mnie"
3. "Dziewczynki i chłopaczki"
4. "Chita drita"
5. "Nowy rok"
6. "Miłość jest grą"
7. "Ty na zachód ja na wschód"
8. "Puk, puk, puk"
9. "Polosa Optymisticzeskaja"
10. "Bibujemy dalej"
11. "Ty uwolen"
12. "Pszczółka Maja"
13. "Rewolucja"
14. "Ya papala na ljubow"

## Singel promujący
- Hop, hop, hop, czyli zabrałeś serce moje[1]